# کارل بورگر
کارل بورگر (آلمانی: Karl Burger; ۲۶ دسامبر ۱۸۸۳ – ۳ اکتبر ۱۹۵۹) بازیکن و مربی فوتبال اهل آلمان بود.
از باشگاه‌هایی که در آن بازی کرده‌است می‌توان به باشگاه فوتبال گروتر فورث و باشگاه فوتبال درسدنر اشاره کرد.